# Campionato africano maschile di pallavolo 2015
Il campionato africano maschile di pallavolo 2015 si è svolto dal 22 al 30 luglio 2015 a Il Cairo, in Egitto: al torneo hanno partecipato nove squadre nazionali africane e la vittoria finale è andata per l'ottava volta, la sesta consecutiva, all'Egitto.

## Impianti
|                                                                                           |  |  |
|                                                                                           |  |  |
| Cairo Stadium Indoor Halls Complex Città: Il Cairo Capienza: 20 000 Anno d'apertura: 1991 |  |  |

## Regolamento

### Formula
Le squadre hanno disputato una prima fase a gironi con formula del girone all'italiana; al termine della prima fase:
- Le prime due classificate di ogni girone hanno acceduto alla fase finale per il primo posto, strutturata in semifinali, finale per il terzo posto e finale.
- La terza e la quarta classificata di ogni girone hanno acceduto alla fase finale per il quinto posto, strutturata in semifinali, finale per il settimo posto e finale per il quinto posto.

### Criteri di classifica
Se il risultato finale è stato di 3-0 o 3-1 sono stati assegnati 3 punti alla squadra vincente e 0 a quella sconfitta, se il risultato finale è stato di 3-2 sono stati assegnati 2 punti alla squadra vincente e 1 a quella sconfitta.
L'ordine del posizionamento in classifica è stato definito in base a:
- Numero di partite vinte;
- Punti;
- Ratio dei set vinti/persi;
- Ratio dei punti realizzati/subiti;
- Risultati degli scontri diretti.

## Squadre partecipanti
| Squadra   | Qualificazione      | Ultima partecipazione |
| --------- | ------------------- | --------------------- |
| Algeria   | -                   | Tunisia 2013          |
| Botswana  | -                   | Marocco 2011          |
| Camerun   | -                   | Tunisia 2013          |
| Egitto    | Paese organizzatore | Tunisia 2013          |
| Kenya     | -                   | Sudafrica 2007        |
| Marocco   | -                   | Tunisia 2013          |
| Mauritius | -                   | Nigeria 2001          |
| Ruanda    | -                   | Sudafrica 2007        |
| Tunisia   | -                   | Tunisia 2013          |

## Torneo

### Fase a gironi
| Girone A | Girone B  |
| -------- | --------- |
| Algeria  | Camerun   |
| Botswana | Marocco   |
| Egitto   | Mauritius |
| Kenya    | Ruanda    |
| -        | Tunisia   |

#### Girone A

##### Risultati
| 22 luglio 2015 Cairo Stadium Complex, Il Cairo Durata: 1h:15 - Spettatori: 500 | Egitto   | 3 - 0 | Kenya    | 25-19, 25-14, 25-18               |
| 23 luglio 2015 Cairo Stadium Complex, Il Cairo Durata: 1h:10 - Spettatori: 100 | Botswana | 0 - 3 | Algeria  | 16-25, 22-25, 13-25               |
| 24 luglio 2015 Cairo Stadium Complex, Il Cairo Durata: 1h:30 - Spettatori: 70  | Kenya    | 0 - 3 | Algeria  | 17-25, 26-28, 23-25               |
| 24 luglio 2015 Cairo Stadium Complex, Il Cairo Durata: 1h:09 - Spettatori: 700 | Botswana | 0 - 3 | Egitto   | 19-25, 14-25, 10-25               |
| 25 luglio 2015 Cairo Stadium Complex, Il Cairo Durata: 1h:16 - Spettatori: 70  | Kenya    | 3 - 0 | Botswana | 25-19, 25-19, 25-23               |
| 25 luglio 2015 Cairo Stadium Complex, Il Cairo Durata: 2h:28 - Spettatori: 700 | Algeria  | 2 - 3 | Egitto   | 26-24, 19-25, 20-25, 25-22, 10-15 |

##### Classifica
| Pos | Squadra  | Pt | G | V | P | SV | SP | Ratio | PF  | PS  | Ratio |
| --- | -------- | -- | - | - | - | -- | -- | ----- | --- | --- | ----- |
| 1   | Egitto   | 8  | 3 | 3 | 0 | 9  | 2  | 4.500 | 261 | 194 | 1.345 |
| 2   | Algeria  | 7  | 3 | 2 | 1 | 8  | 3  | 2.667 | 253 | 228 | 1.110 |
| 3   | Kenya    | 3  | 3 | 1 | 2 | 3  | 6  | 0.500 | 192 | 214 | 0.897 |
| 4   | Botswana | 0  | 3 | 0 | 3 | 0  | 9  | 0.000 | 155 | 225 | 0.689 |

#### Girone B

##### Risultati
| 22 luglio 2015 Cairo Stadium Complex, Il Cairo Durata: 1h:27 - Spettatori: 80  | Camerun   | 3 - 0 | Mauritius | 25-21, 25-19, 25-18               |
| 22 luglio 2015 Cairo Stadium Complex, Il Cairo Durata: 1h:24 - Spettatori: 100 | Marocco   | 3 - 0 | Ruanda    | 25-23, 25-13, 25-17               |
| 23 luglio 2015 Cairo Stadium Complex, Il Cairo Durata: 1h:22 - Spettatori: 80  | Ruanda    | 3 - 0 | Mauritius | 25-13, 26-24, 26-24               |
| 23 luglio 2015 Cairo Stadium Complex, Il Cairo Durata: 2h:22 - Spettatori: 70  | Tunisia   | 2 - 3 | Camerun   | 23-25, 25-12, 25-21, 22-25, 12-15 |
| 24 luglio 2015 Cairo Stadium Complex, Il Cairo Durata: 1h:05 - Spettatori: 70  | Mauritius | 0 - 3 | Tunisia   | 13-25, 13-25, 7-25                |
| 24 luglio 2015 Cairo Stadium Complex, Il Cairo Durata: 2h:18 - Spettatori: 150 | Camerun   | 1 - 3 | Marocco   | 18-25, 25-21, 28-30, 21-25        |
| 25 luglio 2015 Cairo Stadium Complex, Il Cairo Durata: 1h:11 - Spettatori: 70  | Ruanda    | 0 - 3 | Tunisia   | 19-25, 11-25, 12-25               |
| 25 luglio 2015 Cairo Stadium Complex, Il Cairo Durata: 1h:13 - Spettatori: 50  | Marocco   | 3 - 0 | Mauritius | 28-26, 25-11, 25-17               |
| 26 luglio 2015 Cairo Stadium Complex, Il Cairo Durata: 1h:21 - Spettatori: 100 | Camerun   | 3 - 0 | Ruanda    | 25-19, 25-22, 25-17               |
| 26 luglio 2015 Cairo Stadium Complex, Il Cairo Durata: 2h:08 - Spettatori: 100 | Tunisia   | 3 - 1 | Marocco   | 25-19, 16-25, 25-22, 29-27        |

##### Classifica
| Pos | Squadra   | Pt | G | V | P | SV | SP | Ratio | PF  | PS  | Ratio |
| --- | --------- | -- | - | - | - | -- | -- | ----- | --- | --- | ----- |
| 1   | Tunisia   | 10 | 4 | 3 | 1 | 11 | 4  | 2.750 | 352 | 266 | 1.323 |
| 2   | Marocco   | 9  | 4 | 3 | 1 | 10 | 4  | 2.500 | 347 | 294 | 1.180 |
| 3   | Camerun   | 8  | 4 | 3 | 1 | 10 | 5  | 2.000 | 340 | 324 | 1.049 |
| 4   | Ruanda    | 3  | 4 | 1 | 3 | 3  | 9  | 0.333 | 230 | 286 | 0.804 |
| 5   | Mauritius | 0  | 4 | 0 | 4 | 0  | 12 | 0.000 | 206 | 305 | 0.675 |

### Fase finale

#### Finali 1º e 3º posto
|  | Semifinali | Semifinali | Semifinali |         |        | Finale 1º/2º posto | Finale 1º/2º posto | Finale 1º/2º posto |  |
|  |            |            |            |         |        |                    |                    |                    |  |
|  | Egitto     | Egitto     | 3          |         |        |                    |                    |                    |  |
|  | Egitto     | Egitto     | 3          |         |        |                    |                    |                    |  |
|  | Marocco    | Marocco    | 0          |         |        |                    |                    |                    |  |
|  | Marocco    | Marocco    | 0          |         | Egitto | Egitto             | 3                  |                    |  |
|  |            |            |            |         | Egitto | Egitto             | 3                  |                    |  |
|  |            |            | Tunisia    | Tunisia | 0      |                    |                    |                    |  |
|  | Tunisia    | Tunisia    | Tunisia    | Tunisia | 0      | 3                  |                    |                    |  |
|  | Tunisia    | Tunisia    |            |         |        | 3                  |                    |                    |  |
|  | Algeria    | Algeria    | 2          |         |        | Finale 3º/4º posto | Finale 3º/4º posto | Finale 3º/4º posto |  |
|  | Algeria    | Algeria    | 2          |         |        |                    |                    |                    |  |
|  |            |            |            |         |        |                    |                    |                    |  |
|  |            |            |            |         |        | Marocco            | Marocco            | 3                  |  |
|  |            |            |            |         |        | Marocco            | Marocco            | 3                  |  |
|  |            |            |            |         |        | Algeria            | Algeria            | 1                  |  |

##### Semifinali
| 28 luglio 2015 Cairo Stadium Complex, Il Cairo Durata: 1h:29 - Spettatori: 1 200 | Egitto  | 3 - 0 | Marocco | 25-17, 28-26, 25-20               |
| 28 luglio 2015 Cairo Stadium Complex, Il Cairo Durata: 2h:13 - Spettatori: 600   | Tunisia | 3 - 2 | Algeria | 19-25, 25-22, 27-25, 21-25, 15-12 |

##### Finale 3º posto
| 30 luglio 2015 Cairo Stadium Complex, Il Cairo Durata: 1h:56 - Spettatori: 900 | Marocco | 3 - 1 | Algeria | 21-25, 25-19, 25-21, 25-20 |

##### Finale
| 30 luglio 2015 Cairo Stadium Complex, Il Cairo Durata: 1h:24 - Spettatori: 3 000 | Egitto | 3 - 0 | Tunisia | 26-24, 25-18, 25-21 |

#### Finali 5º e 7º posto
|  | Semifinali | Semifinali | Semifinali |         |        | Finale 5º/6º posto | Finale 5º/6º posto | Finale 5º/6º posto |  |
|  |            |            |            |         |        |                    |                    |                    |  |
|  | Kenya      | Kenya      | 2          |         |        |                    |                    |                    |  |
|  | Kenya      | Kenya      | 2          |         |        |                    |                    |                    |  |
|  | Ruanda     | Ruanda     | 3          |         |        |                    |                    |                    |  |
|  | Ruanda     | Ruanda     | 3          |         | Ruanda | Ruanda             | 0                  |                    |  |
|  |            |            |            |         | Ruanda | Ruanda             | 0                  |                    |  |
|  |            |            | Camerun    | Camerun | 3      |                    |                    |                    |  |
|  | Camerun    | Camerun    | Camerun    | Camerun | 3      | 3                  |                    |                    |  |
|  | Camerun    | Camerun    |            |         |        | 3                  |                    |                    |  |
|  | Botswana   | Botswana   | 0          |         |        | Finale 7º/8º posto | Finale 7º/8º posto | Finale 7º/8º posto |  |
|  | Botswana   | Botswana   | 0          |         |        |                    |                    |                    |  |
|  |            |            |            |         |        |                    |                    |                    |  |
|  |            |            |            |         |        | Botswana           | Botswana           | 3                  |  |
|  |            |            |            |         |        | Botswana           | Botswana           | 3                  |  |
|  |            |            |            |         |        | Kenya              | Kenya              | 2                  |  |

##### Semifinali
| 28 luglio 2015 Cairo Stadium Complex, Il Cairo Durata: 2h:11 - Spettatori: 50  | Kenya   | 2 - 3 | Ruanda   | 25-17, 22-25, 28-26, 15-25, 13-15 |
| 28 luglio 2015 Cairo Stadium Complex, Il Cairo Durata: 1h:18 - Spettatori: 100 | Camerun | 3 - 0 | Botswana | 25-21, 25-13, 25-17               |

##### Finale 7º posto
| 29 luglio 2015 Cairo Stadium Complex, Il Cairo Durata: 2h:09 - Spettatori: 50 | Botswana | 3 - 2 | Kenya | 14-25, 19-25, 25-21, 25-20, 15-13 |

##### Finale 5º posto
| 29 luglio 2015 Cairo Stadium Complex, Il Cairo Durata: 1h:26 - Spettatori: 100 | Ruanda | 0 - 3 | Camerun | 19-25, 23-25, 22-25 |

## Podio

### Campione
Formazione: 1 Abdallah Bekhit, 2 Mohamed Abdelhalim, 3 Ahmed Abdelhay, 4 Mamdouh Abdelrehim, 5 Mohamed Thakil, 6 Mohamed Masoud, 7 Omar Hassan, 8 Hossam Abdalla, 9 Mohamed Badawy, 10 Ahmed Elkotb, 11 Mohamed Moawad, 12 Ahmed Shafik, CT: Angiolino Frigoni

## Classifica finale
| Pos | Squadra   | Qualificazione       |
| --- | --------- | -------------------- |
|     | Egitto    | Coppa del Mondo 2015 |
|     | Tunisia   | Coppa del Mondo 2015 |
|     | Marocco   |                      |
| 4   | Algeria   |                      |
| 5   | Camerun   |                      |
| 6   | Ruanda    |                      |
| 7   | Botswana  |                      |
| 8   | Kenya     |                      |
| 9   | Mauritius |                      |

## Premi individuali
| Premio                | Nome                 | Squadra |
| --------------------- | -------------------- | ------- |
| MVP                   | Ahmed Abdelhay       | Egitto  |
| Miglior attaccante    | Mohammed Al Hachdadi | Marocco |
| Miglior muro          | Mohamed Masoud       | Egitto  |
| Miglior servizio      | Mohamed Abdelhalim   | Egitto  |
| Miglior palleggiatore | Amir Kerboua         | Algeria |
| Miglior ricevitore    | Mohamed Badawy       | Egitto  |
| Miglior libero        | Tayeb Korbosli       | Tunisia |